# 제시 카버
제시 카버(영어: Jesse Carver; 1911년 7월 7일, 노스 웨스트 잉글랜드 리버풀 ~ 2003년 11월 29일, 사우스 웨스트 잉글랜드 본머스)는 잉글랜드의 전 축구 선수로, 유럽 본토에 축구가 태동하던 시절에 대륙의 여러 구단 감독직을 역임한 것으로 알려져 있다.

## 클럽 경력
카버는 18세에 청소년 경기장 관리인으로 블랙번 로버스에 입단하며 축구를 시작했고, 이우드 파크에 7년을 머물며 1931년에 주전 중앙 수비수로 도약해 1부 리그에 150경기 가까이 출전했다. 비록 키가 1.83m에 달하지 못해 저지형 수비수 치고는 작은 편이지만, 강한 견제와 경기를 읽을 수 있는 능력으로 몇 cm 작은 키를 보완했다. 1936년, 그는 £2,000에 뉴캐슬 유나이티드로 이적해 반슬리와의 8강 경기에서 신고식을 치렀고, 카버는 까치 군단의 당시 역대 최고 성적인 2부 리그 4위를 기록했다. 뉴캐슬 유나이티드 소속으로 리그에서 70경기 출전하고 1936년부터 1939년까지 FA컵 경기에 6번 출전한, 카버는 제2차 세계 대전이 발발하면서 끝나게 되었다. 전란기에 그는 경찰관으로 복무했다.

## 감독 경력
종전 후, 카버는 허더스필드에서 수석 코치를 역임해 선수로서보다 감독으로서 더 적성이 맞다는 것을 알게 되었다. 그는 이후 네덜란드 로테르담의 세르세스에 취직했다. 그는 훈련 일정을 기존의 진부한 왕복달리기에서 공 활용 중심으로 개편했고, 세르세스는 선전해 전국 선수권에 참가했고, 이후 네덜란드 국가대표팀 감독 제의를 수락해 이 직위를 2년 유지했다.
밀월에서 1년 머무른 그는 1949년에 잉글랜드 2군을 이끌고 네덜란드와 핀란드를 성공적으로 순회했다. 잉글랜드 축구 협회가 적성에 맞는 것처럼 보였으나, 그의 연임에 망설이는 와중에 유벤투스가 그의 계약을 가로채게 되었다. 그는 유벤투스를 이끌고 1년차에 15년 만의 리그 정상을 토리노 연고 구단으로 가져왔다.
카버는 성공에도 불구하고 잉글랜드 복귀를 동경했고, 1952년 여름, 그는 웨스트 브로미치의 감독으로 복귀해 공격적인 축구를 이식하여 리그 상위권으로 도약시키며 바로 성공 가도를 달렸다. 카버는 1953년 초에 선전했음에도 불구하고 1954년 1월 말에 연임하지 않고 구단을 떠났고, 후임은 빅 버킹엄이 맡았다. 토리노는 그를 다시 이탈리아로 불러들였고, 카버는 소속 구단을 강등에서 구제했다.
그는 토리노에서 1년 더 머물고 로마로 이적했다. 그의 로마에서의 급여는 £5,000이었는데, 카버 부부는 아르케메데스 로의 아파트에 거주했는데, 그의 이웃 중에는 전왕과 잉리드 베리만이 있었다. 몇몇 잉글랜드 1부 리그 구단은 그의 영입을 원했지만, 1955년 초에 코번트리가 £100의 주급으로 유혹했다.(당시 최상위 주급은 £15정도였다) 그러나 그를 코번트리로 이끈 것은 막대한 급여가 아닌 큰 도전이었다.

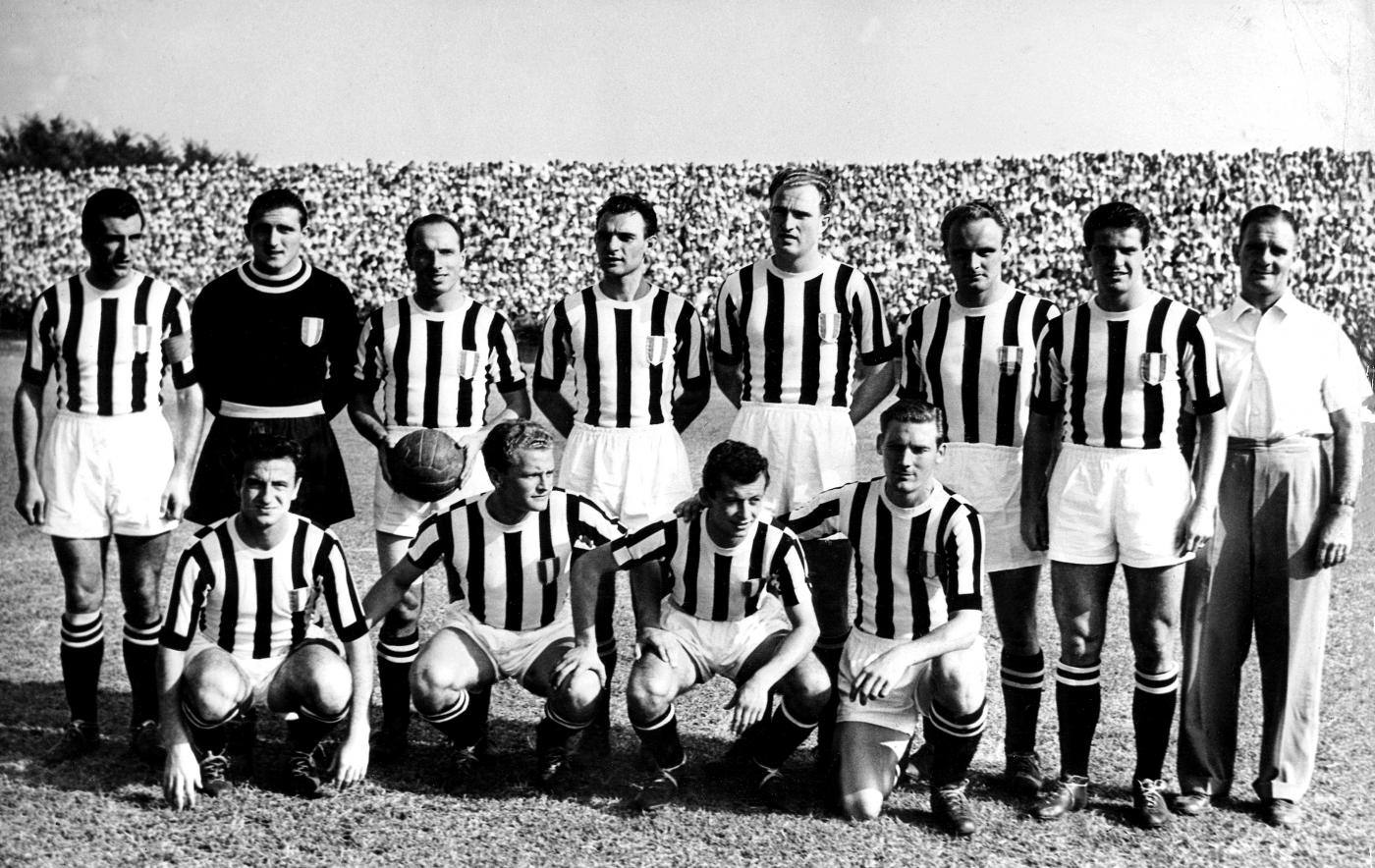
1950-51 시즌, 유벤투스의 카버(뒷줄, 맨 오른쪽)

브라이언 글랜빌 축구 기자는 이탈리아에서 제시 카버와 동행하였고, 최근에 코번트리 감독직을 수락한 몇 달 후 카버는 잉글랜드 감독직도 제의 받았지만 얼 섕크스 코번트리 회장과의 약속을 지켜야 한다며 거절했다는 것을 밝혔다. 잉글랜드는 그를 사령탑으로 모시기 위해 월터 윈터보텀을 해임하려 했다.
카버는 코번트리에 선수단에 전념할 성격과 맞출 그을린 피부, 잘 짜인 연회색 정장과 낙타색 외투를 입고 등장했는데, 그 모습은 축구 감독이라기보다 헐리우드 영화 배우같았다. 그는 많은 기대를 하지 말라고 지지자들에게 경고했지만 듣지 않았고, 승격 관련된 말은 늘 그랬듯이 없었던 일이었다.
그의 혁신은 터무니없었는데, 샤워 중에 감기에 걸리지 않기 위해 나막신과 목욕복을 착용하고, 맞춤형 경량 대륙식 축구화를 모든 선수들에게 신도록 한 것이었다. 그는 40개의 축구공을 가져와 선수마다 하나씩 주고 수시로 연습하도록 했다.
그는 수석 코치로 전 스웨덴 국가대표팀 감독을 역임하였으며, 유럽 본토에서 명성이 자자했던 조지 레이너를 보좌관으로 데려왔다.
24,000명이 넘는 지지자들이 본머스 개막일에 찾았고, 축구는 매끄럽고 흥미로웠다. 안방에서, 카버의 선수단은 무적이었지만, 원정에서는 죽을 썼고, 승격의 가능성은 희박했다. 가을 동안, 그가 이탈리아로 복귀할 것이라는 소문이 돌았으나, 섕크스 회장이 의혹을 타파했다.
현재까지, 카버와 레이너의 대륙식 축구는 투박한 3부 리그의 틈바구니에서 승격을 이루기에 역부족이었고, 카버는 접근 방법을 바꾸었다. 12월, 그는 크고 길쭉한 공격수 켄 맥퍼슨을 미들즈브러에서 영입했고, 선수단은 5경기 연속으로 이겼는데 5-1로 이긴 밀월과의 경기는 30,000명의 관중들이 지켜보았다.
한편, 막후에서는 또다른 일이 일어나고 있었다. 카버는 섕크스에 면전에서 떠날 의사를 밝혔다. 미들랜드 지역은 그의 아내 건강에 악영향을 미쳤고, 3년 계약을 즉시 해지할 것을 즉시 요청했다. 이사진은 반신반의하며 카버와 해를 넘길 때 결별했다. 구단은 그가 코번트리 시절 잔여 기간에 잉글랜드에서 머물지 않았음을 감안하여 해지했다. 그는 제의 소문을 부인했지만, 이탈리아로 얼마 지나지 않아 복귀했는데, 1월 3일에 라치오가 그를 감독으로 임명했음을 발표했다.
그는 라치오를 이끌고 1955-56 시즌 세리에 A에 13위에서 4위까지 올려놓았다. 1956-57 시즌, 그는 로마 연고 구단을 이끌고 리그를 3위로 마쳤다.
그는 1958년에 토트넘의 감독진으로 복귀했으나, 정착하지 못했고, 이후 포르투갈로 옮겼다. 미국에서 잠깐 머문 후, 그는 1970년대에 잉글랜드에서 은퇴했다.
2003년 11월 29일, 그는 본머스에서 영면에 들었다.

## 수상

### 감독
유벤투스
- 세리에 A: 1949–50

## 참고 문헌
- Matthews, T. (2002). 《The Official Encyclopaedia of West Bromwich Albion》. Britespot. ISBN 1-904103-16-2. p.149
- McOwan, G. (2002). 《The Essential History of West Bromwich Albion》. Hodder. ISBN 0-7553-1146-9. pp62-3